# 工藤會
工藤會（くどうかい、
新字体：工藤会）は、福岡県北九州市小倉北区に本部を置く指定暴力団。2012年に、改正暴対法に基づく特定危険指定暴力団に初めて指定された。2023年末時点の勢力は約320人（構成員・約200人、準構成員等・約120人）。
主たる活動地域は福岡県、山口県および長崎県の3県だが、2022年時点では東京都や千葉県といった首都圏だけでなく、大阪府にも進出している事が確認されている。北九州地区最大かつ九州地方最大規模の暴力団組織である。
北部九州地方に根差した他の数多の暴力団組織と同様、極めて好戦的な傾向を有するとされており、強烈な反警察志向で容易に激昂する、手段としての闘争ではなく闘争行動それ自体に価値を見出すなどの傾向を有することで知られる“九州ヤクザ”の典型例であるとの評があり、特に2012年には「今、最も先鋭的な武闘派組織として知られる団体」と報じられた。
暴力団追放運動の関係者宅や一般企業に銃撃を加え、平然と手榴弾を投げ込むなど、いわゆる「カタギ」の市民を攻撃対象とすることが特に知られており、関係事案の公判において、工藤会への恐怖から証言者5名のうち4名が証言を拒否するなどの異常事態が確認されている。福岡県庁はこうしたことから「極めて凶悪な組織」と、警察庁も「極めて悪質な団体」と形容し、アメリカ合衆国財務省は「“世界最大の犯罪組織”にあたる“ヤクザ”の中でも最も凶暴な団体」と指摘している。
反山口組の旗手としても知られ、九州地方の独立組織でつくる「四社会」という親睦団体を道仁会、太州会、および熊本會とともに結成している。

## 来歴
前身は戦前の小倉市にて結成された「工藤組」という博徒組織で、その初代が工藤玄治であった。
1950年、若松市の暴力団・梶原組の組員が、工藤組系草野組・草野高明組長の弟を刺殺。梶原組と草野組は和解することなく対立を続けた。1963年には、三代目山口組若頭の地道行雄が、北九州市内の安藤組と長畠組、そして梶原組を傘下に収める。その後、梶原組組長・梶原国弘は地道を通して、北九州市での力道山のプロレス興行の実施を、三代目山口組組長・田岡一雄に依頼、彼はこれを即座に了承した。ところがこれを知った草野が、梶原への対抗心から市内での北原謙二のコンサート開催を決定。これを直接のきっかけとして、工藤組組員らが山口組系組員らを紫川の河原で殺害する、いわゆる紫川事件が発生した。
紫川事件から服役するに至った草野は、出所後に工藤組を離脱したうえで「草野一家」を結成。そこから工藤会と草野一家は抗争状態に突入し、双方の幹部に死傷者を出しながら、福岡県全域で激しい抗争を展開した。特に、1979年12月23日には、傘下の初代田中組組長・田中新太郎が小倉北区赤坂二丁目の知人宅のマンションで、草野一家「極政会」の組員2人によって拳銃で射殺される事件が発生。その事件をきっかけに、1980年にかけ、抗争は更に激化の一途を辿った。
長きに渡る抗争を続けた末、1987年に草野一家と再統合。「工藤連合草野一家」へ組名を変え、草野一家の総長であった草野が当代の総長に就任、やがて若頭であった溝下秀男が、1990年に三代目を襲名。1992年（平成4年）に暴力団対策法に基づく指定暴力団となった。
1999年をもって「工藤會」と名を変え、翌2000年に野村悟が四代目を継承。やがて最大傘下組織・田中組の組長であった田上不美夫が2011年に五代目を襲名、前会長の野村は総裁に退いた。

## 歴代会長
| 代 | 会長       | 期間            |
| -- | ---------- | --------------- |
| 初 | 工藤玄治   | 創立 - 1987年   |
| 二 | 草野高明   | 1987年 - 1990年 |
| 三 | 溝下秀男   | 1990年 - 2000年 |
| 四 | 野村悟     | 2000年 - 2011年 |
| 五 | 田上不美夫 | 2011年 - 現在   |

## 情勢
旧本部事務所の所在地は、小倉競輪場ほど近くの商住地域の福岡県北九州市小倉北区神岳1-1-12に位置していた。現在の本部事務所は、福岡県北九州市小倉北区宇佐町1-8-8となっている。その主な資金獲得活動には、みかじめ料の要求、違法薬物の密売、公共工事などへの不当介入、さらには一般の商取引および経済取引部門への介入などが含まれるものと見られている。
勢力範囲については、2014年時点で公式には福岡県、長崎県、および山口県の3県とされていたものの、同年、首都圏にあたる千葉県内の事務所が新たに確認されている。さらに東京都内の事務所の存在も表面化した。また、2022年時点で大阪府や沖縄県でも資金獲得活動を行っていることが新たに確認されており、警察の捜査が厳しい福岡県を避けて活動している実態が表面化した。警視庁は警戒を強め、専従の工藤会対策室を設置している。
2020年2月19日、福岡県北九州市小倉北区神岳1-1-12にあった本部事務所が解体され跡地となり、福岡県暴力追放運動推進センターが仲介して、土地の所有権を工藤会側から福岡県内の民間業者に移す手続きが行われる。売却代金のうち、解体費などを差し引いた残り4,000万円は組員が関与したとされる市民襲撃事件の賠償に充てられる。跡地は、民間業者から北九州市でホームレスの自立支援をしているNPO法人「抱樸」が買い取ることで両者が基本合意。子どもの学習や高齢者の介護などを支援する福祉施設ができる予定である。

### 構成員数
福岡県警察の報告によると、準構成員を含めた人員総数は2011年暮れの時点で1,020名。2015年暮れの時点で810名。アメリカ合衆国財務省の報告によれば、2014年なかばの時点でおよそ950名。2009年2月の実話誌『実話時代』での報告によれば、2008年12月実施の2009年度「事始めの儀」の時点で、全構成員中、320名余りが服役中であった。
2019年9月10日の朝日新聞によれば、2019年時点で、組員約300人の内、およそ半分が、拘留または刑務所で服役中の状態にある。宮崎学によれば福岡県警の工藤會壊滅作戦により活動範囲が狭まり、末端の組員は生活基盤が崩壊することで難民化し、自殺を選ぶ者もでているという。

### 他団体関係
道仁会、太州会、熊本會とは「四社会」を通して“攻守同盟”とも言われる盟友関係にある。住吉会とは親戚団体の関係にある。山口組関係者の言によると、司六代目体制に入った山口組が組織ぐるみの縁を築いていない組織は、道仁会と工藤会のみである。
かつては山口県の合田一家や兵庫県の忠成会、広島県の共政会、岡山県の浅野組などとともに、反山口組を掲げる親睦団体「関西二十日会」を結成していた。
2001年の警察白書では、その前年に発生した暴力団抗争事件の目立った事例として、工藤会の山口組との抗争事件を採り上げ、福岡県と山口県を舞台に頻発したその抗争事件の過程で起きた、工藤会による山口組傘下組織組長の射殺を報告している。2008年に三代目会長の溝下秀男が死去した折には、斯界すなわち暴力団界の代紋頭や最高幹部などの大物陣が日本全国各地から葬儀に参列、いわゆる指定暴力団組織に着目すれば、全22団体中、九州誠道会のみを除いた全団体の頭目ないしはその名代が駆けつけた。
2011年に執り行われた「五代目工藤會」発足の儀の折には、道仁会、太州会、および熊本會という「四社会」の加盟各団体の首領らに加え、住吉会の首領にあたる福田晴瞭、計4名が“特別見届け人”として列席している。

### 暴追関係
暴力団員による不当な行為の防止等に関する法律（暴力団対策法）実施後の1994年、当局から受けていた再発防止命令を無視してみかじめ料の要求を行ったとして、傘下組織の組員が検挙された。これは全国初の同法違反に基づく検挙例であった。
2006年には福岡県警の製作による反暴力団関係のビデオ（『許されざる者』）に関し、これの学校での上映を検討していた市教委に対して、上映の中止を要望する旨の申し入れを行ったことが注目を集めた。
最高顧問の林武男名義で送付されたその請願書は、当該ビデオの上映を人権侵害に当たる行為であるとし、それによって起こりうる組員の子息らへのいじめの誘発への懸念の旨などを記していた。これに対して市教委は返答が可能な段階には未だ至っていないとし、県警側は指摘されたような内容のものにはあたらないと反論している。
北九州市小倉南区に新たな事務所を設立した2010年には、その立地が小学生児童らの通学路に隣していたことが問題となった。これを受けて北九州市は、近辺への監視カメラの配置を決定。それからほどなくして福岡県では暴力団排除条例が施行される運びに至り、安藤隆春警察庁長官が現地を視察。工藤会を壊滅に追い込む「頂上作戦」を実行するよう捜査員らに訓示している。
改正暴力団対策法に基づく「特定危険指定暴力団」への指定（2012年）を経て、2014年にはアメリカ合衆国財務省の金融制裁対象となる。日本の暴力団において、山口組・住吉会・稲川会に続く4例目の指定であった。
福岡県警は一連の市民襲撃を工藤会の組織犯罪と見て、2012年に80人、2013年には86人の構成員を摘発したが、県警の工藤会捜査が目前の事件処理や被害者警護に手を取られ、トップの野村悟総裁やナンバー2の田上不美夫会長ら上層部の関与を含めた組織犯罪の解明が進んでいない現状を受けて、米田壮警察庁長官ら警察庁首脳はこうした状況を抜本的に改めるため、工藤会を「凶悪テロ集団」と位置づけ、福岡県外からも機動隊員150人を動員し県警の捜査体制を支援した。対する工藤會側は、警視庁などから派遣された警察官の宿舎周辺で挑発を続けた。
同年8月から11月までの間に暴力団排除条例にもとづく「暴力団立入禁止」の標章を掲げたスナック経営者らが連続して襲撃されたことを受けて200人体制にした。2013年2月20日には、一挙に300人に増員された。機動隊員らは工藤会組員に対する徹底的な職務質問を行い、組員らの動きを牽制しつつ、その間に県警の捜査員を市民襲撃事件の捜査に集中させることとした。そして、県警は2014年9月に16年前の元漁協組合長殺害容疑でトップの野村悟総裁、ナンバー2の田上不美夫会長の逮捕に踏み切った。2014年に福岡県警が着手した工藤會への強制捜査は、国策捜査として進められ、上部組織の警察庁、検察庁、法務省が現場の福岡県警・福岡地検へ強力なバックアップを行ったことで成功した。
さらに、県警による野村総裁らに対する事件の摘発は続いた。2014年10月1日、福岡市内の路上で2013年1月に女性看護師を組織的に殺害しようとした組織的な犯罪の処罰及び犯罪収益の規制等に関する法律（組織犯罪処罰法）違反などの容疑で、県警は野村総裁、田上会長、ナンバー3の菊地敬吾理事長ら幹部16人を逮捕した。16年前に殺害された元漁協組合長の孫である男性歯科医師が刺傷された事件でも、県警は野村総裁らを2015年5月22日に組織犯罪処罰法違反の疑いで逮捕した。県警は同年6月16日、野村総裁が2013年までの4年間で、傘下組織幹部らから集めた金のうち、約2億2700万円が野村総裁の個人所得にもかかわらず、申告せずに所得税約8800万円を脱税したとして、野村総裁ら4人を所得税法違反の疑いで逮捕した。同年7月6日には、北九州市小倉南区の路上で2012年4月に福岡県警の元警部の男性が拳銃で撃たれ重傷を負った事件で、県警は野村総裁ら最高幹部を含む計18人を組織犯罪処罰法違反と銃砲刀剣類所持等取締法（銃刀法）違反の疑いで逮捕した。12年8月から11月にかけて起きた飲食店などへの連続テロ事件でも、県警は同年11月25日、ナンバー3の菊地敬吾理事長ら11人を現住建造物等放火容疑などで逮捕した。

### 防犯標榜活動
工藤会はいわゆる『中国人犯罪の排除』を提唱し、1990年代の後半頃からというもの、組員数十人を動員したうえで、北九州市内の繁華街における中国人経営の風俗店や酒場の存在を調査させ、発見次第それらを街から追放するという活動を行ってきた。市内小倉の繁華街にあっては、中国人経営のスナックが放火されるなどの事件が相次ぎ、中国人の経営によるその種の店舗が街から姿を消した状態となっている。警察当局の「工藤會対策」が激化する2006年頃までは、夜間の繁華街において、複数の組員を動員してのいわゆる「夜回り」を行っていた。警察当局はこれを示威（等）を目的とする行動と見ていた。

### 重武装化
かねてから重武装で知られており、特に2010年以降、工藤會の関与が疑われる武器の摘発が相次いでいた。
2011年には、組織の武器庫の一つであったものと見られる福岡市内のマンションの一室で、アメリカ合衆国製の回転式拳銃やサイレンサー付きの半自動拳銃、イスラエル製ウージー短機関銃やM4カービン（アサルトライフル）など、殺傷能力の高い銃火器が大量に押収された。これについては、件の容疑者が裁判において、密売目的の所持であったと証言しており、工藤會の組織的関与が認められるには至っていない。
さらにその翌2012年には、工藤會関係者の管理下にあった北九州市内の倉庫にて、多数の自動式拳銃などとともに装弾済みのロケットランチャーが押収されている。のちの鑑定によれば、この品はロシア連邦軍製の対戦車兵器用ロケットランチャー「RPG-26」で、その摘発の舞台となった倉庫も同様に、組織の武器庫であったものと目された。

### 市民対象暴力
工藤会はいわゆる「カタギ」の一般市民をも攻撃対象とするという点で特に知られてきた。
著名な事例としては、歴史的なものでは、みかじめ料の要求を断った健康センターに殺鼠剤を撒布し、150人を超える市民が中毒症状を引き起こした（1988年）、在福岡中華人民共和国総領事館を散弾銃で攻撃（1988年）、福岡県警元暴力団担当警部宅にガソリンを撒布し放火（1988年）、資金問題で揉めた相手を散弾銃で至近距離から銃撃（1990年）、パチンコ店や区役所出張所などを17件前後にわたって連続的に銃撃（1994年）、港湾利権への介入を断られたことへの報復として元漁協組合長を射殺した北九州元漁協組合長射殺事件（1998年）、などが挙げられ、2000年代以降のものでは、暴力団事務所撤去の運動に取り組んでいた商店に車両で突撃、暴力追放を公約に掲げて当選した中間市長の後援市議を襲撃、警察官舎敷地内の乗用車に爆弾を設置、九州電力の松尾新吾会長宅に爆発物を投擲、西部ガスの田中優次社長宅への手榴弾投擲及び同社関連会社と同社役員の親族宅を銃撃、暴力団追放運動主導者の経営するクラブに手榴弾を投擲、安倍晋三内閣官房副長官の下関市の自宅と後援会事務所に火炎瓶を投擲した安倍晋三宅火炎瓶投擲事件、あいさつ料を要求する目的で大林組従業員を路上で銃撃、トヨタ自動車九州の小倉工場に爆発物を投擲、工藤会追放運動を推進していた自治会長宅を銃撃、みかじめ料の要求を断ったパチンコ店を火炎瓶や放火などをもって執拗に攻撃、工藤会追放運動を推進していた建設会社役員を射殺、中間市の黒瀬建設社長が銃撃された黒瀬建設社長銃撃事件、あいさつ料の要求を断った清水建設従業員を銃撃、元工藤会担当県警警部を路上で銃撃、みかじめ料の要求を断った飲食店を放火や刃物などをもって執拗に攻撃、1998年に射殺された元漁協組合長の弟を射殺、1998年に射殺された元漁協組合長の孫の歯科医師を襲撃、漁協関連会社の元女性従業員を襲撃、などが幅広い報道の対象となった。一連の襲撃事件の影響で、北九州市に進出を計画していた大手企業数社が断念したとされ、工藤會によるテロは中央経済界にも強い衝撃を与えた。
なかでも「手榴弾を用いたクラブ襲撃事件」は、福岡県警が大規模な取り締まり強化態勢を布いていたさなかの出来事であり、この件を受けて県警幹部は、これを「市民に対する“テロ行為”」と断言、「工藤会は越えてはならない一線を越えた」との声明を発した。西部ガスの件を全国ニュースとして報道したNHKは、工藤会関係者を名乗る男からの脅迫電話を受けている。
2013年1月、野村総裁は自身が受けた陰茎増大や脱毛の美容整形外科手術に不満を持ち、その報復として元幹部の男に指示し手術を担当した女性看護師を刺傷させた。女性は頭を3か所切られるなど重傷を負った。2017年2月に初公判が開かれた。
2021年8月24日、福岡地方裁判所（足立勉裁判長）は、工藤會が関与したとされる上記市民襲撃のうち、元漁協組合長射殺事件（1998年）、元福岡県警警部銃撃（2012年）、看護師刺傷（2013年）、歯科医師刺傷（2014年）の4件に関して、殺人や組織犯罪処罰法違反などの罪でトップで総裁の野村に死刑、ナンバー2で会長の田上に無期懲役を言い渡した。指定暴力団最高幹部に対する死刑判決は国内初の事例とされる。またナンバー3で理事長の菊地も2023年1月26日、福岡地裁の判決で市民襲撃など6件に関して組織犯罪処罰法違反などの罪で無期懲役の判決を言い渡した。これにより工藤會トップ3名に対する一審判決が出揃ったが、野村、田上は福岡高等裁判所に控訴している。
さらに2013年12月に発生した餃子の王将を展開する王将フードサービスの代表取締役社長であった大東隆行が射殺された事件でも、2022年10月に別の銃撃事件で懲役10年の判決を受け福岡刑務所で服役していた工藤會系の幹部組員が関与した疑いが浮上し、京都府警・福岡県警合同捜査本部により当該組員が逮捕されている。

## 五代目工藤會
出典：『実話時代』2011年9月号
- 総裁 野村悟 - 2021年8月24日：福岡地裁で死刑判決（殺人罪・組織犯罪処罰法違反）[94]
- 会長 田上不美夫 - 2021年8月24日：福岡地裁で無期懲役判決（殺人罪・組織犯罪処罰法違反）[94]
- 執行部
  - 理事長 ・菊地敬吾 - 2023年1月26日：福岡地裁で無期懲役判決（現住建造物放火罪・組織犯罪処罰法違反）[91]
  - 理事長代行  緒方哲徳
  - 会長補佐  石田組組長・石田正雄
  - 舎弟頭  長谷川泰三
  - 総本部長  池田組組長・池田一雄
  - 幹事長  六代目田中組組長・後藤靖
  - 渉外委員長  塩見組組長・塩見直之
  - 総務委員長  山中組組長・山中政吉 - 2021年2月16日：最高裁第3小法廷で懲役2年6月判決（所得税法違反罪）
  - 事務局長  田中(十)組組長・田中十四春
  - 理事長補佐  瓜田組組長・瓜田大 - 2017年2月19日：拘置中・組織犯罪処罰法違反・殺人容疑
  - 理事長補佐  六代目林組組長・影浦壱治
  - 理事長補佐  二代目長谷川組組長・高橋義博
- 総裁付
  - 白石組組長・白石孝
  - 大原組組長・大原康昭
  - 二代目木下組組長・船田茂樹
- 常任相談役
  - 玉井組組長・玉井金芳
  - 三代目土谷組・奥平政義
  - 林(政)組組長・林政美
  - 会長舎弟  二代目津川組組長・木村博 - 2017年7月10日：福岡高裁で無期懲役判決（殺人罪）
  - 会長舎弟  本田組組長・本田三秀 - 2020年9月17日：福岡地裁で懲役6年判決（傷害罪）
  - 会長舎弟  篭縞組組長・篭縞武志
- 直若
  - 木政組組長・木村政勝
  - 林組組長・林孝章
  - 高野組組長・高野基司 - 2007年3月9日：福岡地裁小倉支部で懲役20年判決 (非現住建造物等放火未遂罪)
  - 井塚組組長・井塚則夫
  - 武本組組長・武本友裕
  - 古本組組長・古本健二
  - 小川組組長・小川幸司
  - 二代目緒方哲組組長・緒方裕太
  - 末吉組組長・末吉健太郎